# DJ Primo
Alexandre Muzzillo Lopes, mais conhecido como DJ Primo (Curitiba, 20 de junho de 1980 — São Paulo, 8 de setembro de 2008), foi um DJ e produtor musical muito reconhecido dentro e fora do Brasil, por sua incrível capacidade com as pick-ups.
Começou sua carreira em 1996 e foi o primeiro DJ da 1ª Edição do Circuito Drop Dead Skate Park em Curitiba no ano de 1999,em 2002 se mudou para São Paulo onde morou até a sua morte.
Trabalhou com grandes nomes como Marcelo D2, Negra Li, Emicida e Afrika Bambaataa. Era considerado um dos melhores DJs de hip hop do país . Antes da sua morte, era DJ do rapper Rappin' Hood e do programa "Manos e Minas", da TV Cultura.
Morreu no dia 8 de setembro de 2008 vitima de uma parada cardíaca causada pela complicação de uma pneumonia.